# РК Босна Високо
Рукометни клуб Босна је клуб из Високог, основан 9. фебруара 1954. године. Такмичи се у рукометној Премијер лиги Босне и Херцеговине. Домаће утакмице игра у културно - спортском центру Младост. Од 10. септембра 2019. генерални спонзор екипе је компанија Виспак. Уговор је потписан на 3 године.

## Историја
Рукометни клуб у Високом рађа се 19. фебруара 1954. са оснивањем Средњошколског спортског друштва Младост које је ђеловало у Државној реалној гимназији. Наставници и ученици на челу са Феридом Семићем одржали су оснивачку скупштину на којој је одлучено и име клуба гђе је, уз приједлоге имена Пламен и Звијезда, изабрано име Младост. Оснивачи тадашњег спортског друштва били су Ферид Семић и Владимир Јолић.
Довођење Срђана Праљка – Шјора из сарајевске Младе Босне, који је наслиједио првог правог рукометног тренера у клубу Ивицу Пауковића, постављени су темељи височке рукометне школе коју је као играч-тренер развијао Срђан Праљак од 1. аугуста 1960. до 31. јула 1971. Генерација коју је тренирао Срђан Праљак је такмичарске 1964/65 године ушла у 1. рукометну лигу Југославије, те освојила Куп СРБиХ, а у финалу Купа Југославије изгубила од загребачког Медвешчака. 
Витеџ 20. маја 1970. постаје спонзор Босне, и клуб се наредну 21 годину звао Витеџ. У јесен 1971. године за првог тренера именован је Невзад Сирчо који је истовремено био и играч. Трећи Куп СРБиХ, Босна осваја 1971. године, а исте године пионири височке Босне освајају пионирско првенство Југославије. 
Најбољи резултат у 1. Југословенској лиги било је четврто мјесто у сезони 1974/75. Играч Витеџа Зденко Антовић је у то вријеме био стални Југославенски репрезентативац, те капитен омладинске репрезентације Југославије са којом је 1977. године освојио бронзану медаљу у Шведској на свјетском рукометном првенству. Клуб је од 1977. испао из Прве лиге, и од 1977. до 1992. такмичи се у Првој Б лиги, и потом у друголигашкој конкуренцији. Најзначајнији резултат из овог периода је био освајање Купа СРБиХ 1982. побједом над Борцем из Бања Луке, те изгубљено четвртфинале Купа Југославије исте године.

## Успјеси и освојена такмичења
Југославија
- Пионирски прваци Југославије: 1
  - 1971
- Освајачи Купа Савезне републике БиХ: 4
  - 1965, 1968, 1971, 1982
- Финалисти Купа Југославије: 1
  - 1965

Босна и Херцеговина
- Прваци Босне и Херцеговине: 2
  - 1997, 1999
- Освајачи Купа Босне и Херцеговине: 3
  - 1995, 1998, 2001

Европска такмичења
- 1/8 финала ЕХФ Купа
  - 1999/2000[3]
- Трећа рунда Купа побједика купова
  - 2001/2002[4]

## Истакнути играчи
- Срђан Праљак
- Кемал Вражић
- Ранко Антовић
- Мирсад Сирћо
- Тарик Скопљак
- Невзад Сирћо
- Ненад Максимовић
- Мустафа Хоџић
- Фуад Мустагрудић
- Зденко Антовић
- Нијаз Омербеговић
- Адис Хаџић
- Едхем Сирћо
- Салем Добојак
- Махир Џуџо
- Фарук Вражалић
- Мухамед Мустафић
- Фарук Халилбеговић
- Амир Чакић
- Мирза Хурем
- Аднан Хармандић
- Мухамед Торомановић

## Истакнути тренери
- Невзад Сирћо
- Срђан Праљак
- Зденко Антовић
- Халид Демировић
- Сенад Скопљак
- Едхем Сирћо

## Дворана
Спортска дворана у којој рукометни клуб Босна одиграва своје домаће утакмице налази се у саставу Културно спортског центра Младост, где се играју и кошаркашке, одбојкашке и футсал утакмице. Дворана располаже са око 2500 сједећих мјеста. У склопу центра се налази аутоматска куглана, фитнес клуб, кафе бар, десет свлачионица (четири са купатилима), канцеларије и остале просторије, као и асфалтирано спољно игралиште и велики паркинг. Дворана је раније била чест домаћин међународним утакмицама рукометне репрезентације Босне и Херцеговине. 